# لويك لاندري
لويك لاندري (بالإسبانية: Loïck Landre)‏ (5 مايو 1992 في الأرجنتين - ) هو لاعب كرة قدم فرنسي في مركز الدفاع لعب سابقاً في نادي الشمال القطري.

## وصلات خارجية
- لويك لاندري على موقع الاتحاد الأوربي (الإنجليزية)
- لويك لاندري على موقع اتحاد تركيا (لاعب) (الإنجليزية)
- لويك لاندري على موقع رابطة كرة القدم الفرنسية للمحترفين (الإنجليزية)
- لويك لاندري على موقع قاعدة بيانات كرة القدم.إي يو (الإنجليزية)
- لويك لاندري على موقع ليكيب (الفرنسية)
- لويك لاندري على موقع Soccerway.com (الإنجليزية)
- لويك لاندري على موقع AS.com (الإسبانية)